# Rezedalepke
A rezedalepke (Pontia daplidice), a rovarok (Insecta) osztályában a fehérlepkék (Pieridae) családjába sorolt Pontia nem egyik faja.

## Elterjedése
Dél- és Közép-Európában, valamint Ázsia mérsékelt övben egészen Japánig megtalálható — néha e sávtól északra is.

## Megjelenése
Szárnyának fesztávolsága 4–5 cm; a nőstény nagyobb a hímnél.
A nyári példányok rajzolata gyakran világosabb és nem is annyira kiterjedt, mint a tavasziaké és az őszieké. Az elülső szárnyának közepén kirajzolódó szögletes fekete folt fontos határozó bélyeg. A nőstény rajzolata erőteljesebb a híménél, főleg a hátsó szárnyon. A nőstény elülső szárnyán fölül, a hátsó szegély mentén nagy fekete foltok sorakoznak. Hátsó szárnyának fonákján, a sejtben rendszerint egy jól elkülönülő fehér folt látszik.
Hernyója kékeszöld, a hátán és oldalán fekete foltokkal és sárga szalagokkal.

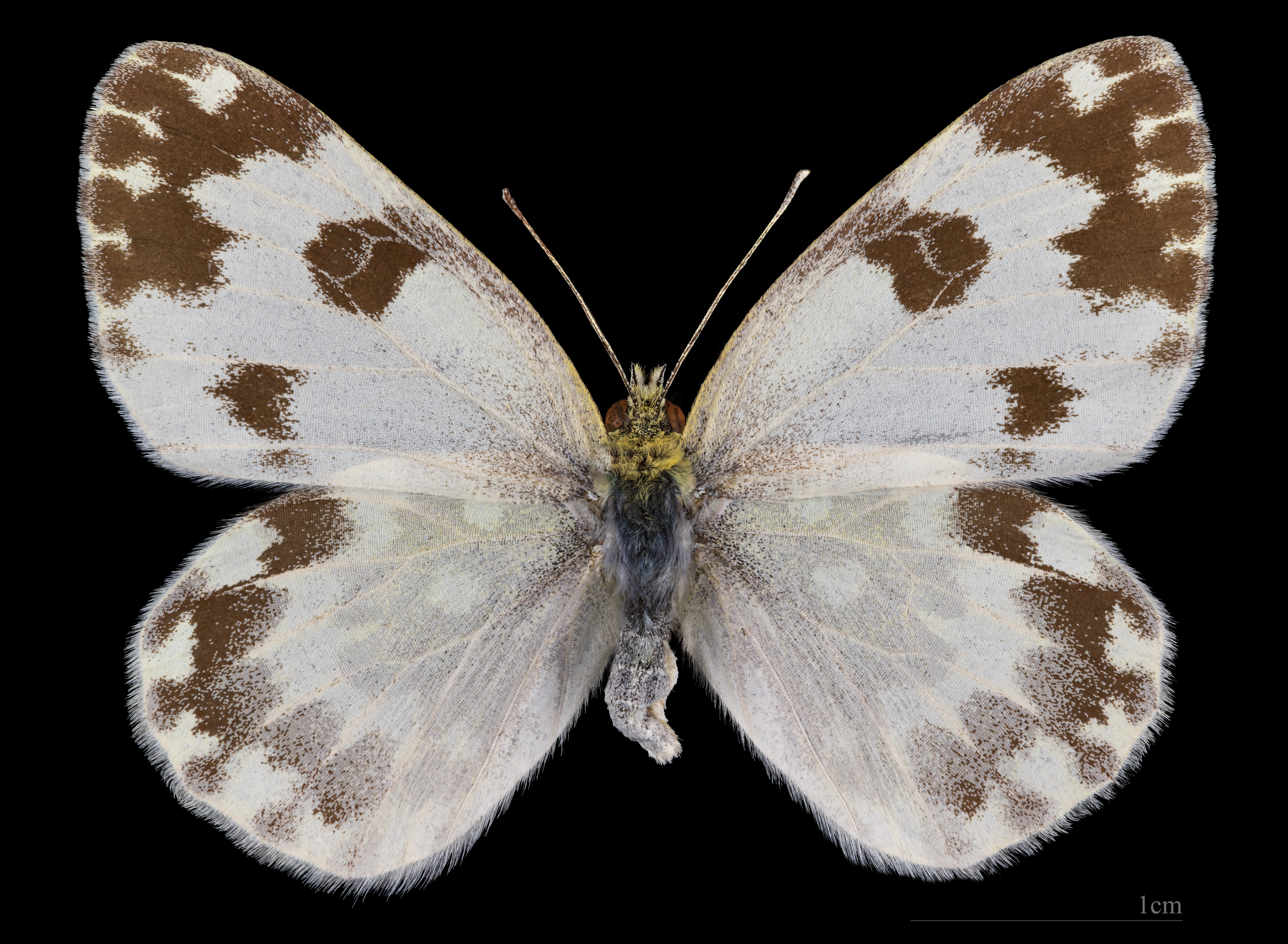
Pontia daplidice ♀
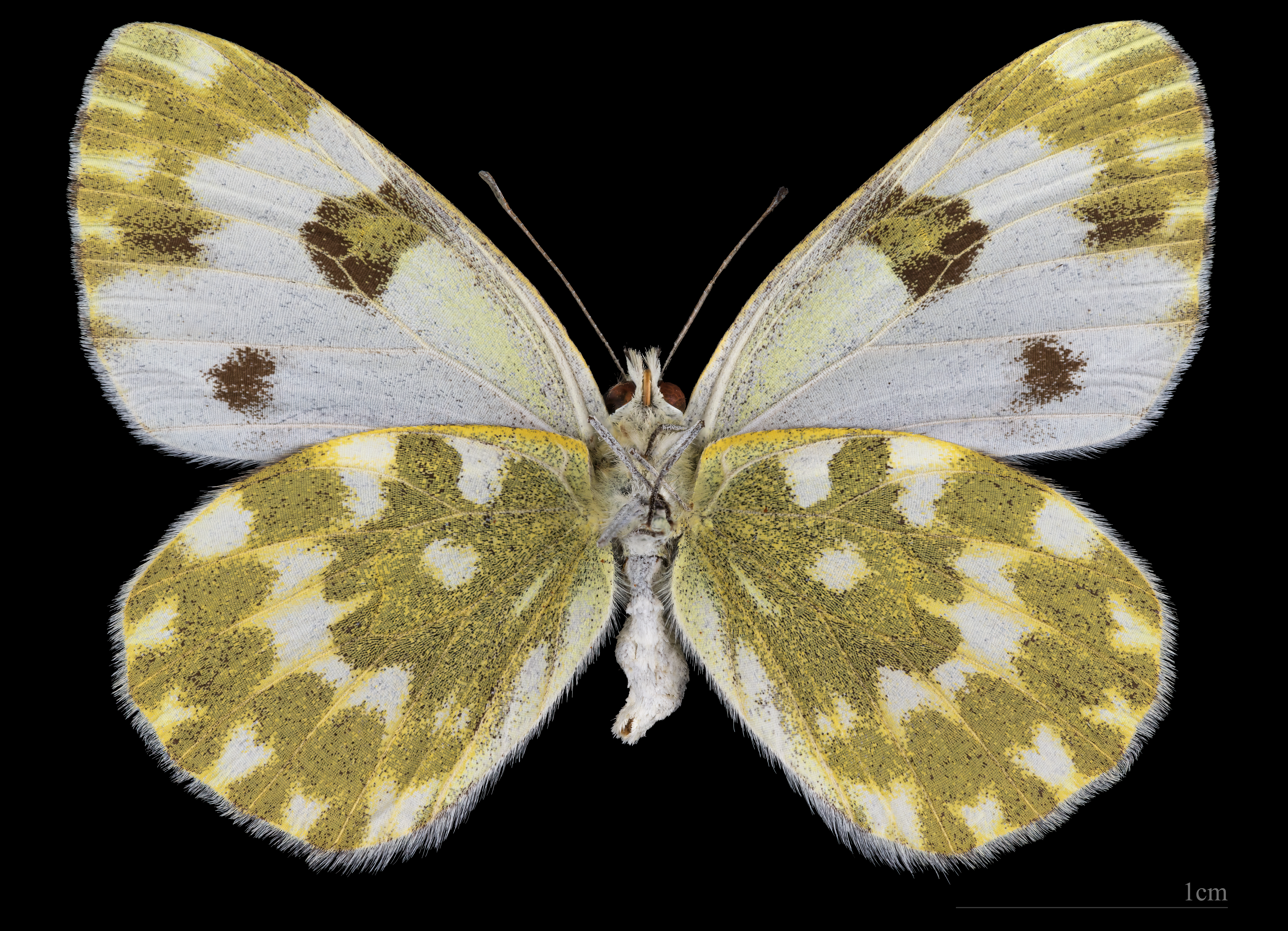
Pontia daplidice ♀  △

## Életmódja
A virágos réteken már február végén megjelenhet. Egy évben három nemzedéke kel ki; a harmadik még októberben is repül.
A hernyó rezedán, mustáron és más keresztesvirágú növényeken él.